# 301 (số)
301 (ba trăm linh một) là một số tự nhiên ngay sau 300 và ngay trước 302.